# Crypte archéologique de l'île de la Cité
La cripta arqueológica del atrio de Notre Dame (también conocida como Cripta del Antiguo París o, simplemente, Cripta Arqueológica de París) es un complejo sito en París que recoge vestigios encontrados en excavaciones arqueológicas pertenecientes a edificios anteriores a 1750.

## Localización
La cripta arqueológica se halla justo enfrente de la portada de la catedral de Notre Dame, en París. Para penetrar en ella hay que entrar por un acceso situado en la Place du Parvis de Notre-Dame 1, con aspecto de boca de Metro, que pese a encontrarse en una zona tan frecuentada no está muy bien señalizado. Dicha entrada se sitúa junto a la Prefectura de Policía de esa zona, y a lo largo de la visita se camina por debajo de todo lo descrito anteriormente.

## Historia
La cripta arqueológica de la plaza de Notre-Dame de París alberga vestigios de numerosas épocas, desde la Antigüedad (salas galo-romanas), pasando por la Edad Media (restos medievales de la calle Neuve Notre-Dame) y llegando al siglo XIX (cimientos del Hospicio des Enfants-Trouvés, trazado de las alcantarillas haussmanniens…)
En esta zona se han llevado a cabo numerosas campañas de excavación, entre las que destacan dos, por ser las que dejaron al descubierto restos destacables de las épocas romana y altomedievales: la primera en 1847, fue dirigida por el profesor Théodore Vacquer (con quien se redescubre el París antiguo), y la segunda de 1965 a 1967, por Michel Fleury (Vicepresidente de la Comisión du Vieux París y entonces director de las Antigüedades históricas de la región Île-de-France).

### Vestigios por épocas

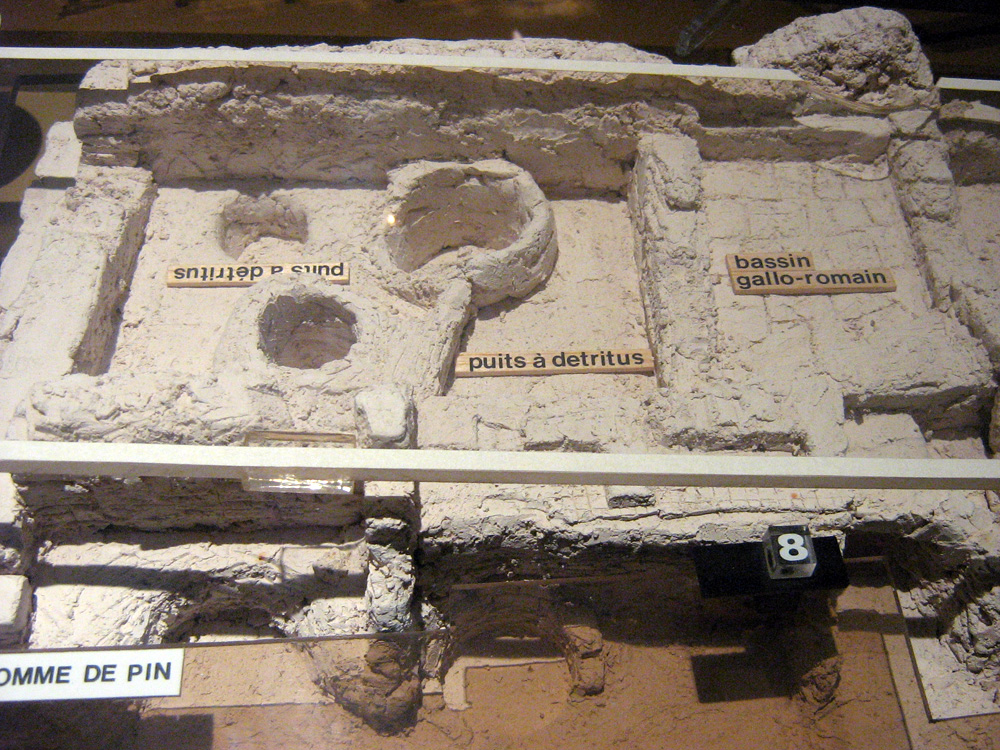
Maqueta de los restos que se pueden visitar en la cripta arqueológica del atrio de Notre Dame, expuesta en la propia cripta.

Del Alto Imperio Romano se conservan diversos vestigios de las zonas de hábitat, se halló una estatua de bronce del dios Génius, sectores del muelle y puente de Lutecia, además de un importante contrafuerte (del que todavía no se ha sabido dar una interpretación).
Del Bajo Imperio se han hallado las huellas de la fundación de un muro de defensa levantado en el siglo IV d. C. Este está realizado a base de grandes bloques de sillares, algunos de los cuales son de antiguos edificios, y además al pie del mismo se halló un “tesoro” con más de 800 monedas.
En esta misma época la isla fue ampliamente reconstruida. Así, tras las obras subsisten los vestigios de una casa que poseía hypocaustos, es decir, un sistema de calefacción que los romanos utilizaban para los edificios de termas y baños públicos.
Las construcciones de la Alta Edad Media están representadas por los cimientos de un gran edificio con forma de basílica, que cuenta con nada menos que cinco naves. Estos vestigios han sido interpretados como la basílica de Saint-Etienne. Esta fue construida, según parece, en el siglo VI por Childeberto I, hijo de Clodoveo I. Mide nada menos que 36 metros de largo y otros 70 metros de alto, unas dimensiones que evidencian que se trataba de una de las iglesias más grandes de la Galia.

## Estado actual
La cripta es visitable en la actualidad, contando con el horario de apertura y cierre típico de las zonas de interés turístico parisinas (es decir, de 10:00 a 18:00 horas ininterrumpidamente, con cierre los lunes). Para acceder a ella se recomiendan los diferentes medios de transporte y sus respectivas paradas: 
- Metro: Cité, Saint-Michel
- RER: Saint-Michel - Notre-Dame
- Autobús: Líneas 24, 25, 27 y 96

A lo largo de la visita, que dura entre 30 y 90 minutos en función del interés del visitante, se sigue un recorrido claramente delimitado en el que se intercalan paneles informativos y maquetas con la observación propiamente dicha de los restos expuestos. Los restos, que presentan un perfecto estado de conservación tras las excavaciones arqueológicas, cuentan con un sistema de iluminación activado en algunos tramos por los propios visitantes.
Al final del recorrido se halla una tienda en la que se pueden encontrar recuerdos como libros, postales o mapas de épocas antiguas.

## Enlaces
- Wikimedia Commons alberga una categoría multimedia sobre Crypte archéologique de l'île de la Cité.

- La cripta en Cathedrale de Paris
- Página de viajes en la que se cita a la cripta

- Datos: Q3005760
- Multimedia: Crypte archéologique de l'île de la Cité / Q3005760